# وليد مهذب الختروشي
وليد مهذب الختروشي من مواليد 6 نوفمبر 1985 في طرابلس، ليبيا، وهو لاعب كرة قدم ليبي يلعب حاليا لنادي الاتحاد.

## روابط خارجية
- وليد مهذب الختروشي على موقع قاعدة بيانات كرة القدم.إي يو (الإنجليزية)
- وليد مهذب الختروشي على موقع ناشيونال فوتبول تيمز (الإنجليزية)
- وليد مهذب الختروشي على موقع Soccerway.com (الإنجليزية)